# 学校法人芦屋学園
学校法人芦屋学園（がっこうほうじんあしやがくえん）とは、兵庫県芦屋市六麓荘町13番22号にある学校法人。

## 概要
1936年に財団法人「芦屋啓成会」として設立。1951年に私立学校法施行に伴い学校法人「芦屋学園」に変更。

## 沿革
- 1936年 - 財団法人「芦屋啓成会」設置認可。
- 1937年 - 芦屋高等女学校開設。
- 1947年 - 学制改革により、芦屋女子中学校・高等学校発足。
- 1951年 - 私立学校法施行により、学校法人「芦屋学園」とする。
- 1953年 - 芦屋学園幼稚園開設。
- 1960年 - 芦屋女子短期大学開設。
- 1964年 - 芦屋大学開設。
- 1968年 - 芦屋大学大学院開設。
- 1969年 - 芦屋学園幼稚園を芦屋大学附属幼稚園に改称
- 1986年 - 芦屋女子中学校・高等学校を芦屋大学附属中学校・高等学校に改称し、国際文化科を共学化。
- 2009年 - 芦屋大学附属中学校・高等学校を芦屋学園中学校・高等学校に改称。
- 2011年 - 芦屋女子短期大学を芦屋学園短期大学へ改称し、共学化。
- 2012年 - 芦屋学園中学校・高等学校の普通科を共学化。完全共学化。

## 運営者
- 理事長：山田英男

### 歴代の理事長
- 初代：細野浜吉（1936年～1941年）
- 第2代：細野政義（1941年～1949年）
- 第3代：細野季彦（1949年～1950年）
- 第4代：大西耕三（1950年～1957年）
- 第5代：細野季彦（1957年～1968年）
- 第6代：福山重一（1968年～1992年）
- 第7代：福山起彌（1992年～2005年）
- 第8代：奥田真丈（2005年～2008年）
- 第9代：高橋征主（2008年～2014年）
- 第10代：大八木淳史（2014年～2016年10月25日)
- 第11代：青井清一(2016年～2017年)[1]
- 第12代：比嘉悟(2017年～2019年)[2]
- 第13代：山田英男(2020年～)[3]

## 設置している学校
- 芦屋大学
- 芦屋学園高等学校
- 芦屋学園中学校
- 芦屋大学附属幼稚園

不適切会計
- 2015年8月5日、芦屋学園の職員に脅迫の疑いで刑事告訴された。告訴状などによると、学園が行う補習授業を大八木がかつて自分が理事を務めていた業者に業務委託。職員が「不透明な支出」と指摘したところ、「理事長に逆らえばとんでもないことになる」「ブラックな奴もおるんやから、そういう者が何をするか分からんで」などと職員を脅したという[4]。大八木も不正支出を指摘した元教頭を名誉毀損（きそん）及び虚偽告訴の容疑で告訴。2016年3月31日、神戸地検尼崎支部は、大八木及び元教頭の男性ともに不起訴処分とした。

訴訟
- 2015年9月28日、元学園事務長の男性が同学園の不適正な経費支出などを内部通報した後、懲戒解雇されたのは「解雇は通報に対する報復」として、処分取り消しや慰謝料300万円などを求める訴訟を神戸地裁尼崎支部に起こした[5]。

## スポーツモダニズムプロジェクト
芦屋学園は2012年1月から「芦屋学園スポーツモダニズムプロジェクト」を始動。その一環として「10年一貫指導システム」を導入し、以下のチームを運営している。
- 芦屋学園ボクシングクラブ
- 芦屋学園ベースボールクラブ（BFL・兵庫ブルーサンダーズの2軍）
- 芦屋学園バスケットボールクラブ（兵庫インパルスとしてカンファレンスゲーム参加）
- 芦屋学園ラグビークラブ
- 芦屋学園レスリングクラブ